# أزولا
الأزولا (الاسم العلمي: Azolla) هو جنس من سبعة أنواع من السراخس المائية من عائلة السالفينية. لا يحتاج الى السقي لكونه ينمو في المجاري المائية والانهار.

## الاستعمال
يعتبر بديلا عن الأعلاف، حيث أظهرت نتائج الفحص المختبري انه صالح للاستهلاك الحيواني حيث يزيد من إنتاج الحليب في الاغنام والابقار ويزيد من معامل التحويل الغذائي عند الدجاج بالإضافة إلى زيادة الحجم والوزن في الأسماك.[بحاجة لمصدر]

## معرض الصور

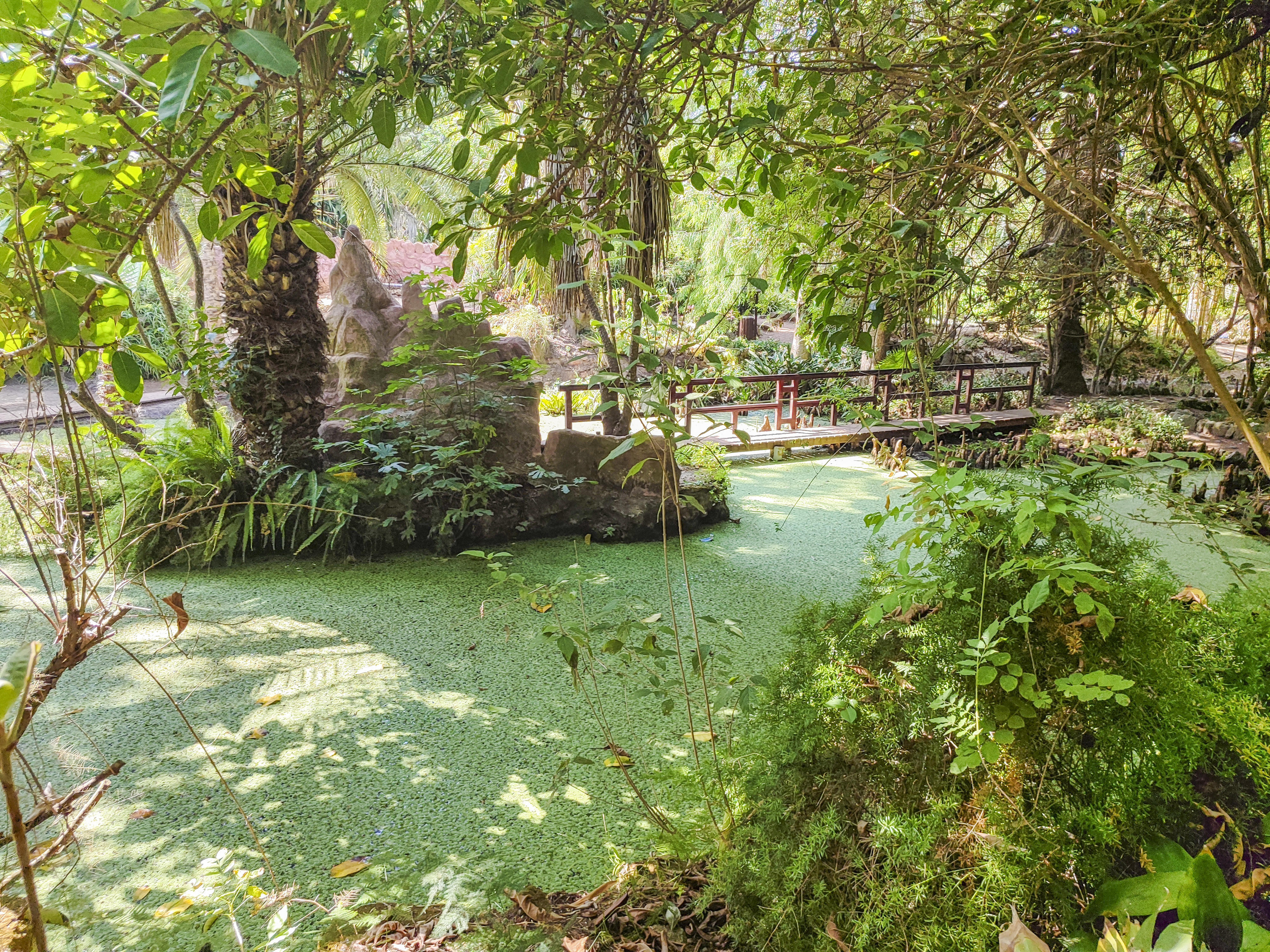
أزولا من الحدائق العجيبة لبوقنادل
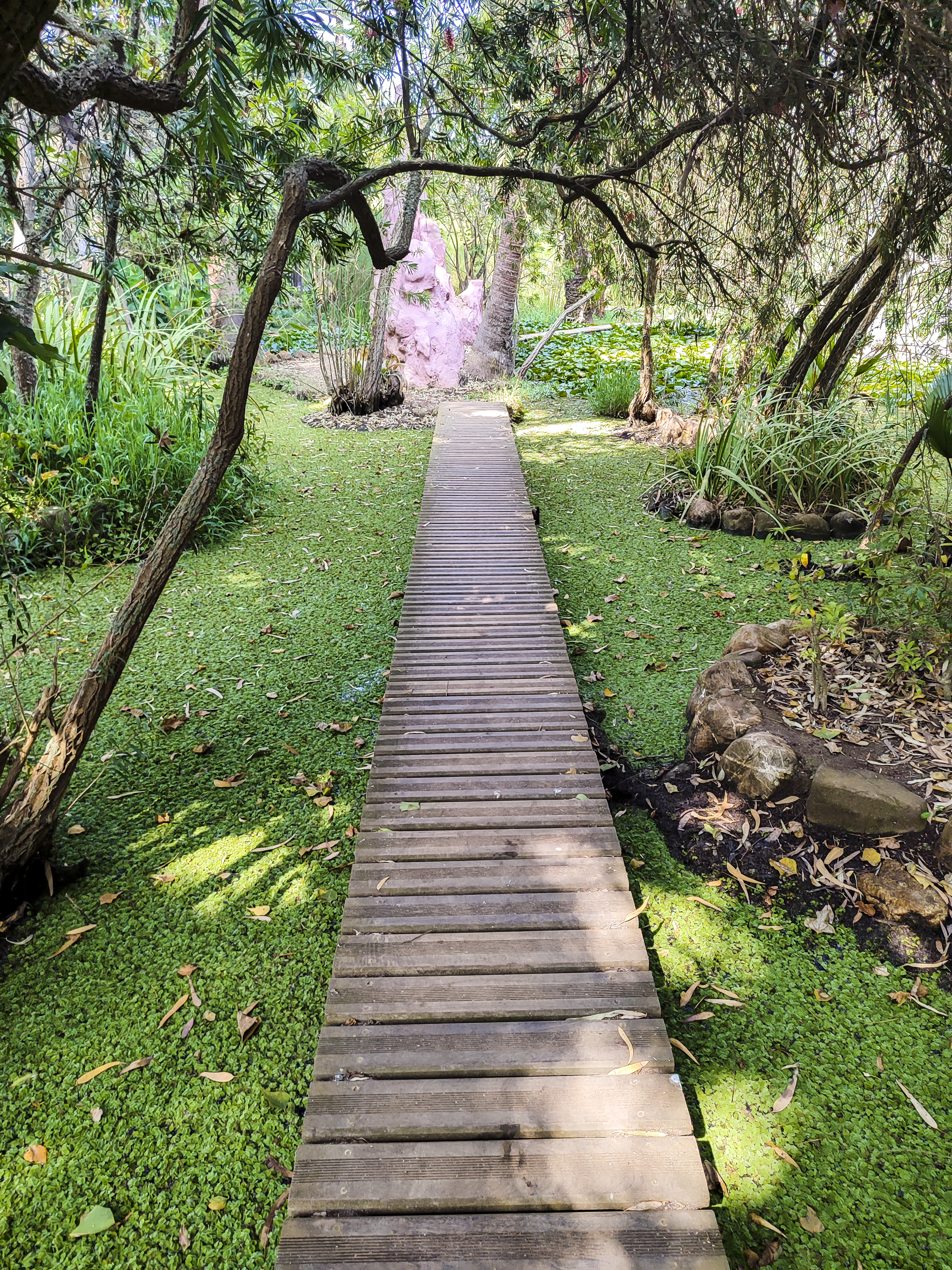
أزولا من الحدائق العجيبة لبوقنادل
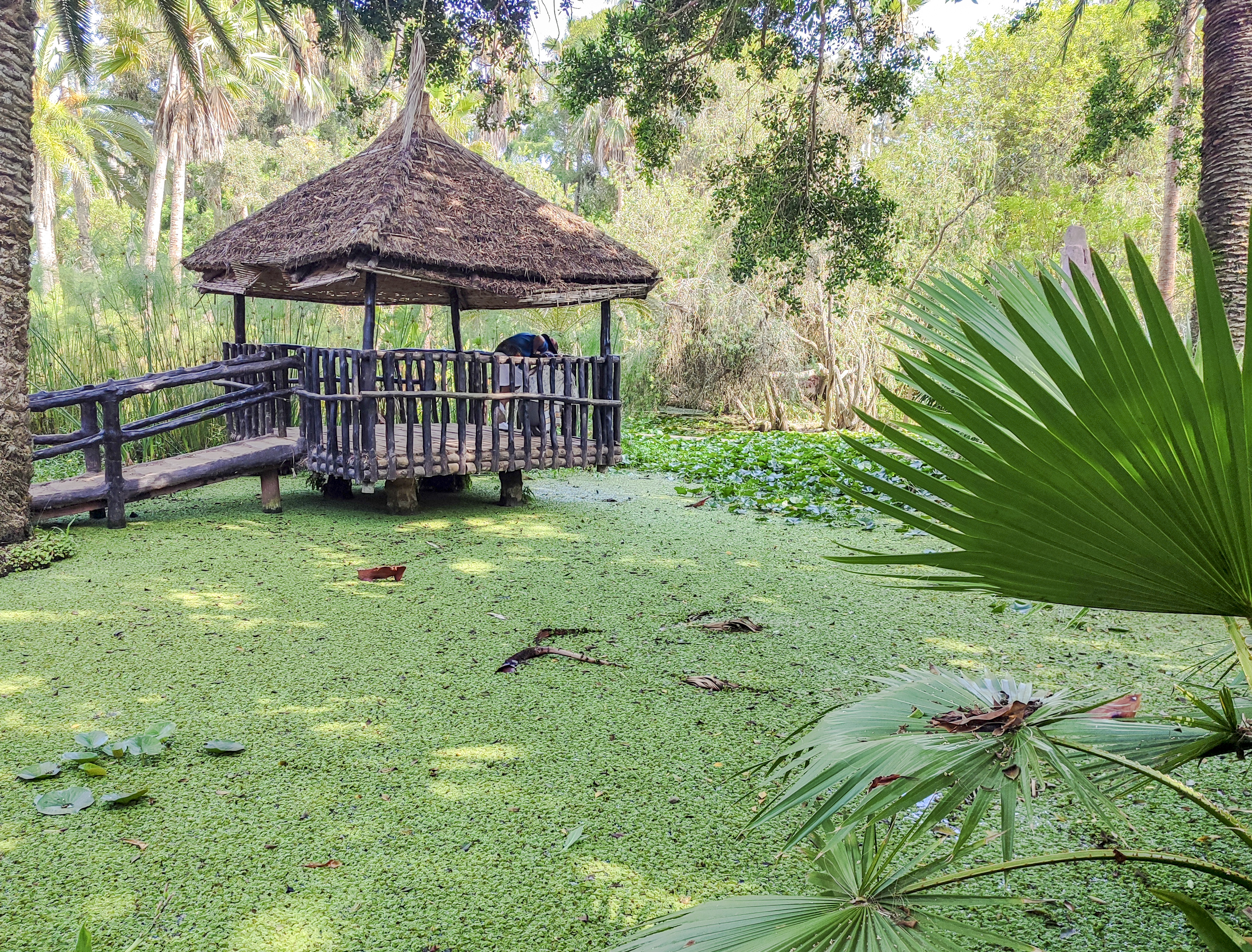
أزولا من الحدائق العجيبة لبوقنادل